# Povijest Kuvajta
Povijest Kuvajta seže u davnu prošlost. Kuvajt je država u Perzijskom zaljevu. U 18. i 19. stoljeću, Kuvajt je bio uspješno središte trgovine. 
Kuvajt je povijesno dio područja Mezopotamije, uključujući Ubaid razdoblje (oko 6500 godine prije Krista). Najstariji ribarski brod na svijetu, otkriven je na sjeveru Kuvajta.
Kuvajt su početkom početkom 18. stoljeća osnovali razni klanovi, koji su se postepeno naseljavali tijekom kasnog 17. stoljeća iz Neđda na obale Perzijskog zaljeva. Tijekom ovih migracija, razne plemenske grupe s različitim vještinama su se okupile, i formirale novo pleme, koje je grupno postalo poznato kao Bani Utub nakon migracija. Prema lokalnom predanju, Sabahani su migrirali na jug, kako bi pobjegli od suše u Nađdu, ali su naišli na još turobnije uvjete života. Vratili su se u Nadđ, tamo su se pregrupirali s drugim obiteljima, i preselili se u Zubaru, na katarskoj obali. Kako ni tamo uvjeti nisu bili bolji, konačno su otišli na sjever u Kuvajt, gdje su našli vodu, i kasnije se tu i naselili. 
Kuvajćani su imali prvi kontakt s Britancima 1775., kada su prvo kuga, a zatim i Perzijanci napali Basru, pa je Britanska istočnoindijska kompanija napravila dogovore da se Poštanska služba Perzijski zaljev-Alepo preusmeri kroz Kuvajt. Također, tijekom ovog razdoblja, Britanci su uspostavili bazu u regiji. Njihovo zanimanje za Kuvajt, i za Bliski istok generalno je poraslo, jer su Nijemci planirali produžiti svoju predloženu prugu Berlin-Bagdad, do Kuvajta, koja nikad nije dovršena, a što je išlo u prilog Britancima, jer su se bojali koristi, koje bi Nijemci imali od te pruge.
Irak i Kuvajt bili su saveznici tijekom iračko-iranskog rata u osamdesetima, ali u kolovozu 1990. Irak je pod vodstvom Saddama Huseina napao i okupirao Kuvajt. U veljači 1991. međunarodna koalicija na čelu s SAD-om oslobodila je zemlju koja je od tada jedan od glavnih saveznika Sjedinjenih Država u regiji. Tijekom američke invazije Iraka 2003. Kuvajt je bio jedina arapska država koja je javno podržala intervenciju.
U politici Kuvajta od sredine 18. stoljeća dominantnu ulogu ima obitelj al-Sabah, iz koje je i sadašnji emir. Nakon oslobođenja od iračke okupacije zemlja se donekle demokratizirala, iako je biračko pravo ograničeno na trećinu muške populacije. Kuvajt je država, ali i šeikat.